# Joachim Ullrich (Footballspieler)
Joachim Ullrich (* 1976 in Hanau) ist ein ehemaliger deutscher Footballspieler.

## Laufbahn
Ullrich spielte im Jugendbereich für die Hanau Hawks, von 1995 bis 1998 stand er als Quarterback und Wide Receiver in Diensten von Hanaus Herrenmannschaft in der höchsten deutschen Spielklasse, der GFL. Später wurde er ausschließlich als Quarterback eingesetzt. Im Jahr 1998 gewann er mit Hanau den europäischen Vereinswettbewerb Federations Cup. 1999 stand er im Aufgebot von Frankfurt Galaxy, kam jedoch nicht zum Einsatz. Er zählte aber somit zum Kader, der in diesem Jahr den World Bowl gewann. In der anschließenden GFL-Saison desselben Jahres trug er die Farben der Aschaffenburg Stallions. Nach einem Spieljahr bei den Rüsselsheim Razorbacks (2000) schloss sich Ullrich den Marburg Mercenaries an, mit denen er 2002 als Zweitligameister den Sprung in die GFL schaffte. 2005 errang er mit der Mannschaft den Sieg im Europapokalwettbewerb EFAF Cup, 2006 wurde er mit Marburg deutscher Vizemeister. Im Juli 2007 stand er im Eurobowl, musste sich dort mit seiner Mannschaft aber Wien beugen. Im September 2012 zog sich Ullrich, der bereits während seiner Spielerzeit als Gymnasiallehrer in den Fächern Sport, Politik und Wirtschaft tätig war, nach zwölf Spielzeiten in Marburg aus dem Leistungssport zurück. Er unterrichtet am Johanneum Gymnasium Herborn.

### Nationalmannschaft
Mit der deutschen Nationalmannschaft gewann Ullrich 2000 Silber bei der Europameisterschaft und 2001 EM-Gold. Er nahm an der Weltmeisterschaft 2003 teil und errang dort mit der Nationalmannschaft die Bronzemedaille. Bei der EM 2005 gab es für Ullrich mit den Deutschen wieder den zweiten Platz, im selben Jahr siegte er mit der Mannschaft im Endspiel der World Games. Bei der WM 2007 holte er mit Deutschland Bronze. 2010 wurde Ullrich ein zweites Mal Europameister.

## Trainer
Als Trainer betätigte sich Ullrich im Jugendbereich (Frankfurt, Hanau, Hessische Jugendauswahl), in Marburg arbeitete er zudem im Trainerstab mit. Bei von der NFL Europe veranstalteten Sommertrainingsveranstaltungen gehörte er ebenfalls zum Betreuerstab und kümmerte sich dabei um die Quarterback-Position und arbeitete bei Trainingslagern des hessischen Footballverbandes mit. 2015 wurde er im Stab der polnischen Nationalmannschaft für die Betreuung der Quarterbacks zuständig.